# Otto Baum (oficial)
Otto Baum (15 de noviembre de 1911-18 de junio de 1998) fue un comandante de alto rango (Oberführer) de las Waffen-SS durante la II Guerra Mundial. Fue condecorado con la Cruz de Caballero de la Cruz de Hierro con Hojas de Roble y Espadas de la Alemania Nazi.

## Biografía
Baum nació el 15 de noviembre de 1911 en Hechingen-Stetten, hijo de un comerciante. Entre 1930 y 1934, estudió dos semestres agricultura en la Universidad de Hohenheim. Sirvió como comandante de batallón en el 3.º Regimiento de Infantería SS Totenkopf durante la Operación Barbarroja, la invasión de la Unión Soviética. Después de recuperarse de graves heridas en 1943, fue promovido a comandante regimental, y finalmente alcanzó el rango de SS-Oberführer. Tomó el mando de la División SS Das Reich en julio de 1944, y entró en acción en la bolsa de Falaise.

## Condecoraciones
- Medalla de Deporte SA en Bronce, 1 de diciembre de 1936[3]
- Espada (SS), 13 de septiembre de 1936[3]
- Julleuchter, diciembre de 1936[3]
- SS-Ehrenring, 1 de diciembre de 1937[3]
- Medalla del Anschluss, 13 de marzo de 1938[4]
- Cruz de Hierro 2.ª Clase, 25 de septiembre de 1939[5]
- Cruz de Hierro 1.ª Clase, 15 de junio de 1940[5]
- Insignia de Asalto de Infantería en Bronce, 3 de octubre de 1940[4]
- Insignia de Destrucción de Tanques[6]
- Cruz Alemana en Oro, 26 de diciembre de 1941 como SS-Sturmbannführer en el III./SS-Infanterie-Regiment 3[7]
- Medalla del Frente Oriental, 1942[3]
- Medalla de herido en Plata, 21 de agosto de 1943[3]
- Escudo de Demiansk, 31 de diciembre de 1943[3]
- Cruz de Caballero de la Cruz de Hierro con Hojas de Roble y Espadas
  - Cruz de Caballero el 8 de mayo de 1942 como SS-Sturmbannführer y comandante del III./SS-Totenkopf-Infanterie-Regiment 3[8]
  - 277.ª Hojas de Roble el 22 de agosto de 1943 como SS-Obersturmbannführer y comandante del SS-Panzergrenadier-Regiment "Thule".[8]
  - 95.ª Espadas el 2 de septiembre de 1944 como SS-Standartenführer y comandante de la 2. SS-Panzer-Division "Das Reich"[8]